# I. e. 103
Évszázadok: i. e. 3. század – i. e. 2. század – i. e. 1. század
Évtizedek: i. e. 150-es évek – i. e. 140-es évek – i. e. 130-as évek – i. e. 120-as évek – i. e. 110-es évek – i. e. 100-as évek – i. e. 90-es évek – i. e. 80-as évek – i. e. 70-es évek – i. e. 60-as évek – i. e. 50-es évek
Évek: i. e. 108 – i. e. 107 – i. e. 106 – i. e. 105 –  i. e. 104 – i. e. 103 – i. e. 102 – i. e. 101 – i. e. 100 – i. e. 99 – i. e. 98

## Események

### Róma
- Lucius Aurelius Orestest és Caius Mariust (harmadszor) választják consulnak. A szokástól eltérően Mariust több egymás követő évben (egészen i.e 100-ig) sorra consullá választják. A két consul a kimberek és a teutonok ellen készít elő hadjáratot, de Orestes hivatali ideje alatt meghal, Marius pedig visszatér Rómába, hogy felügyelje a következő választást.
- Elfogadják Lucius Appuleius Saturninus néptribunus törvényeit a leszerelő veteránoknak nyújtandó földről, valamint arról, hogy a bíróságokon újfent csak a lovagok vehessenek részt, a szenátorok nem.
- Lucius Licinius Lucullus praetor 17 ezres seregével vereséget mér a Szicíliában fellázadt rabszolgák 40 ezres seregére és lemészárolja a lázadók felét. Ezután ostrom alá veszi Triocalát, ahová a menekülők bevették magukat. Amikor híre jön, hogy leváltják, felgyújtja az addig elkészült ostromműveket és feloszlatja csapatait, hogy utódjának nehezebb dolga legyen.

### Júdea
- I. Arisztobulosz meghódítja a Galileában élő arab itureánusokat. Arisztobulosz megbetegszik, és felesége, Salome Alexandra elhiteti vele, hogy öccse, Antigonosz meg akarja ölni. Kivégezteti Antigonoszt, majd hamarosan maga is meghal. Salome kiszabadítja férje börtönbe vetett testvéreit és közülük a legidősebb, Alexandrosz Iannaiosz lesz Júdea királya és feleségül veszi Salomét.

## Születések
- Marcus Tullius Tiro, a gyorsírás feltalálója

## Halálozások
- I. Arisztobulosz, júdeai király
- Caius Lucilius, római szatíraíró

## Fordítás
- Ez a szócikk részben vagy egészben  a(z)   103. av. J.-C. című francia Wikipédia-szócikk ezen változatának fordításán alapul.  Az eredeti cikk szerkesztőit annak laptörténete sorolja fel. Ez a jelzés csupán a megfogalmazás eredetét és a szerzői jogokat jelzi, nem szolgál a cikkben szereplő információk forrásmegjelöléseként.